# Кіріані Саббе
Кіріа́ні Са́ббе (нід. Kyriani Sabbe; нар. 26 січня 2005, Гент) — бельгійський футболіст, захисник клубу «Брюгге».

## Клубна кар'єра
Почав займатися футболом в юнацькій команді «Іхтегем», а 2011 року приєднався до академії клубу «Брюгге». У травні 2020 року підписав свій перший професіональний контракт з «Брюгге» у віці 15 років. 31 січня 2021 року дебютував за резервну команду Клуб НКСТ у матчі Челленджер Про Ліги проти «Серена». Таким чином став наймолодшим (16 років і 5 днів) гравцем в історії Челленджер Про Ліги.
У березні 2022 року продовжив контракт з «Брюгге» до 2024 року. У березні 2022 року переведений до першої команди «Брюгге». 30 вересня 2022 року забив перший гол за Клуб НКСТ у матчі Челленджер Про Ліги проти «Віртона».
2 квітня 2023 року дебютував в основному складі «Брюгге» у матчі Жупіле Про Ліги проти «Мехелена», вийшовши на заміну Тейджону Б'юкенену. 23 квітня у поєдинку чемпіонату з «Ейпеном» віддав першу результативну передачу. 
В червні 2023 року продовжив контракт з «Брюгге» до 2025 року. 3 серпня 2023 року дебютував в єврокубках у матчі другого кваліфікаційного раунду Ліги конференцій УЄФА проти «Орхуса». 28 квітня 2024 року в поєдинку Жупіле Про Ліги з «Генком» забив свій перший гол за «Брюгге». Всього в сезоні 2023–24 провів за «Брюгге» 33 матчі та забив 1 гол, допомігши команді виграти Жупіле Про Лігу.
18 вересня 2024 року в матчі проти дортмундської «Боруссії» дебютував у Лізі чемпіонів УЄФА. 22 жовтня в поєдинку Ліги чемпіонів проти «Мілана» вперше відзначився голом у єврокубках. 1 квітня 2025 року продовжив контракт з клубом до 2028 року. В сезоні 2024–25 допоміг «Брюгге» здобути Кубок Бельгії, що став 12-им в історії клубу.

## Кар'єра в збірній
Виступав за збірні Бельгії до 15, до 17, до 18 і до 19 років. У травні 2022 року потрапив у заявку збірної до 17 років на юнацький чемпіонат Європи 2022 в Ізраїлі. На турнірі зіграв 3 матчі (усі — як капітан команди), а бельгійці не вийшли з групи, посівши 3-тє місце.

## Особисте життя
Має гваделупське походження, звідки родом його батько

## Статистика виступів
Станом на 19 серпня 2025 
| Клуб              | Сезон             | Чемпіонат           | Чемпіонат | Чемпіонат | Кубок | Кубок | Єврокубки | Єврокубки | Інші  | Інші | Всього | Всього |
| Клуб              | Сезон             | Дивізіон            | Матчі     | Голи      | Матчі | Голи  | Матчі     | Голиs     | Матчі | Голи | Матчі  | Голи   |
| ----------------- | ----------------- | ------------------- | --------- | --------- | ----- | ----- | --------- | --------- | ----- | ---- | ------ | ------ |
| Клуб НКСТ         | 2020–21           | Челленджер Про-ліга | 7         | 0         | —     | —     | —         | —         | —     | —    | 7      | 0      |
| Клуб НКСТ         | 2022–23           | Челленджер Про-ліга | 23        | 2         | —     | —     | —         | —         | —     | —    | 23     | 2      |
| Клуб НКСТ         | 2023–24           | Челленджер Про-ліга | 3         | 0         | —     | —     | —         | —         | —     | —    | 3      | 0      |
| Клуб НКСТ         | 2024–25           | Челленджер Про-ліга | 1         | 0         | —     | —     | —         | —         | —     | —    | 1      | 0      |
| Клуб НКСТ         | Всього            | Всього              | 34        | 2         | 0     | 0     | 0         | 0         | 0     | 0    | 34     | 2      |
| Брюгге            | 2022–23           | Про-ліга            | 3         | 0         | 0     | 0     | 0         | 0         | 0     | 0    | 3      | 0      |
| Брюгге            | 2023–24           | Про-ліга            | 21        | 1         | 0     | 0     | 12        | 0         | 0     | 0    | 33     | 1      |
| Брюгге            | 2024–25           | Про-ліга            | 23        | 1         | 5     | 0     | 6         | 1         | 0     | 0    | 34     | 2      |
| Брюгге            | 2025–26           | Про-ліга            | 2         | 0         | 0     | 0     | 2         | 0         | 0     | 0    | 4      | 0      |
| Брюгге            | Всього            | Всього              | 49        | 2         | 5     | 0     | 20        | 1         | 0     | 0    | 74     | 3      |
| Всього за кар'єру | Всього за кар'єру | Всього за кар'єру   | 83        | 4         | 5     | 0     | 20        | 1         | 0     | 0    | 108    | 5      |

1. ↑  Матчі в Лізі конференцій УЄФА
2. 1 2  Матчі в Лізі чемпіонів УЄФА

## Досягнення
«Брюгге»
- Чемпіон Бельгії: 2023–24[24]
- Володар Кубка Бельгії: 2024–25[25]